# Tillandsia reichenbachii
Tillandsia reichenbachii là một loài thuộc chi Tillandsia. Đây là loài bản địa của Bolivia.